# Hernandia guianensis
Hernandia guianensis là một loài thực vật có hoa trong họ Hernandiaceae. Loài này được Aubl. miêu tả khoa học đầu tiên năm 1775.